# Khanh vân ca
Khanh vân ca (tiếng Trung: 卿雲歌; bính âm: Qīng yún gē; nghĩa đen 'Bài ca Đám mây tốt lành') là tên 2 bài quốc ca lịch sử của Trung Hoa Dân quốc. Phiên bản thứ nhất, được sáng tác bởi Joam Hautstont, nhạc sĩ Bỉ sống tại Bắc Kinh, được sử dụng từ 1913 tới 1915 là quốc ca tạm thời. Phiên bản thứ 2, được sáng tác bởi Tiêu Hữu Mai, được sử dụng từ 1921 tới 1928 là bản quốc ca chính thức. Lời bài hát được dựa theo Kinh thư (尚书大传, Thượng Thư Đại Truyện) viết bởi Phù Sinh từ 200–100 TCN.

## Lịch sử
Cả hai phiên bản đều dựa theo lời văn trong Kinh thư, được vua Thuấn truyền ngôi cho vua Hạ Vũ. Lời gốc là:
"卿雲爛兮，糺縵縵兮。 
日月光華，旦復旦兮。" 
"Khanh vân lạn hề, Củ man man hề.
Nhật nguyện quang hoa, Đán phục đán hề."
"Mây tốt lành xán lạn hề, Quyện vào nhau lan rộng đó hề. Nhật nguyệt trong sáng, ngày lại ngày qua hế."
Hình ảnh biểu trưng hóa cho việc chuyển đổi, thay đổi, nói về vận mệnh hệ thống truyền ngôi của các Hoàng đế Trung Quốc trong thời kỳ vua Thuần và Triều Hạ. Khi kết thúc triều đại phong kiến và thành lập cộng hòa, lời bài hát được nhiều người yêu thích trở thành quốc ca Trung Hoa Dân Quốc.

## Phiên bản thứ nhất (1913–15)
Ủy ban Quốc ca Quốc gia được thành lập tháng 7/1912 bởi Thái Nguyên Bồi, Bộ trưởng Bộ Giáo dục Trung Hoa Dân Quốc. Đại diện Uông Vinh Bảo (汪荣宝), đã trích dẫn lời vua Thuấn: "时哉夫，天下非一人之天下也" (Hán việt: "Thời tai phu, thiên hạ phi nhất nhân chi thiên hạ dã", dịch nghĩa: Thời đại thay đổi, Thiên hạ không còn là của một người nữa) trong dòng cuối cùng của "Khanh vân ca" và mời Joam Hautstont sáng tác quốc ca. Ngày 8/4/1913, Quốc ca chính thức được sử dụng lần đầu tiên tại Hội đồng. Được sử dụng như quốc ca tạm thời tới khi bài hát "Trung Hoa hùng lập vũ trụ gian" trở thành quốc ca chính thức 23/5/1915.
| Chữ Hán                                                                  | Hán Việt | Dịch nghĩa |
| ------------------------------------------------------------------------ | --- | --- |
| 卿雲爛兮， 糺縵縵兮﹐ 日月光華﹐ 旦復旦兮。 時哉夫，天下非一人之天下也。 | Thanh vân lạn hề, Củ man man hề, Nhật nguyệt quang hoa, Đán phục đán hề. Thời tai phu, Thiên hạ phi nhất nhân chi thiên hạ dã. | Mây lành xán lạn, Quanh co thong thả, Trăng trời rực rỡ, Ngày lại qua ngày. Thời thay đổi, Thiên hạ không còn là của một người nữa. |

## Phiên bản thứ 2 (1921–28)
Tháng 11 năm 1919, Đoàn Kỳ Thụy thành lập Ủy ban Nghiên cứu Quốc ca (國歌研究會), thông qua phiên bản thứ 2 "Khanh vân ca". Lời bài hát (1920) bởi Chương Thái Viêm dựa theo Kinh thư. Nhạc (1921) bởi Tiêu Hữu Mai.
Bài hát chính thức trở thành quốc ca từ 31/3/1921, theo sắc lệnh 759 của Tổng thống, và được Quốc vụ viện (國務院) ban hành tháng 7 năm 1921.
| Chữ Hán                                                           | Hán Việt | Dịch nghĩa |
| ----------------------------------------------------------------- | --- | --- |
| 卿雲爛兮， 糺縵縵兮。 日月光華﹐ 旦復旦兮； 日月光華﹐ 旦復旦兮。 | Thanh vân lạn hề, Củ man man hề, Nhật nguyệt quang hoa, Đán phục đán hề. Nhật nguyệt quang hoa, Đán phục đán hề. | Mây lành xán lạn Quanh co thong thả Trăng trời rực rỡ. Ngày lại qua ngày Trăng trời rực rỡ. Ngày lại qua ngày |

Sau đó một thời gian, năm 1928, được thay thế bởi Quốc ca hiện tại của Trung Hoa Dân Quốc, cũng là Đảng ca Quốc Dân Đảng, là sự kết thúc của chiến tranh Bắc phạt từ 1926-1928 và lật đổ chính phủ. Tuy nhiên, trong thời gian, chiến tranh Trung Nhật, bài hát vẫn một số chính quyền thân Nhật sử dụng làm quốc ca như Chính phủ lâm thời Trung Hoa Dân Quốc và Chính phủ Cải cách Trung Hoa Dân Quốc.